# Léonard Mascaux
Léonard Jules „Léon“ Mascaux (* 19. Januar 1900 in Saint-Amand-les-Eaux; † 25. Juni 1965 in Nivelle) war ein französischer Langstreckenläufer.
Bei den Olympischen Spielen 1924 wurde er Neunter über 5000 m. Im Vorlauf stellte er mit 15:26,4 min seine persönliche Bestzeit auf. Im 3000-Meter-Mannschaftslauf trug er mit einem 15. Platz zum vierten Platz des französischen Teams bei.
1924 wurde er Französischer Vizemeister über 5000 m.